# Oryctanthus occidentalis
Oryctanthus occidentalis là một loài thực vật có hoa trong họ Loranthaceae. Loài này được (L.) Eichler mô tả khoa học đầu tiên năm 1868.